# Farnésol
Le farnésol est un alcool sesquiterpène acyclique au parfum délicat semblable au muguet (dont il peut être issu). Liquide et incolore, il est insoluble dans l'eau, mais oléosoluble. Il peut être d'origine naturelle (isolat d'huile essentielle) ou synthétique.
Répertorié comme molécule aromatique dont la déclaration est obligatoire (dès 0,001 % pour les produits sans rinçage et dès 0,01 % dans les produits à rincer), il est un agent allergène à forte incidence.
Il est présent dans de nombreuses huiles essentielles dont celle de fleurs de tilleul, d'oranger et d'acacia. Son nom proviendrait de l'Acacia farnesiana appelé aussi Cassier ou Mimosa de Farnèse.
Il est utilisé en parfumerie pour souligner les odeurs de parfums floraux, en cosmétique en l'occurrence dans la fabrication de déodorant.
Le farnésol est aussi utilisé dans la fabrication de produit biologique de traitement de l'environnement car il est un pesticide naturel contre les acariens et certainement un précurseur de l'hormone juvénile de plusieurs insectes, ce qui en fait un ingrédient utilisé comme inhibiteur de croissance des larves de puces par exemple.
Il est un des nombreux additifs de cigarettes comme un ingrédient aromatisant.
Le farnésol est avancé comme un agent préventif antitumoral mais controversé car peu d'études ont été menées et sont contradictoires.